# Coleno
Nella mitologia greca, Coleno era considerato il primo re dell'Attica

## Il mito
Coleno discendente dal dio Ermes venne per la sua condotta esiliato da Anfizione. Girovagando per altri regni alla fine si stabilì e creò un santuario ad Artemide, Pausania stesso ebbe modo di ammirare la statua di legno creata in suo onore. In seguito non si allontanò mai più da quel luogo sino alla sua morte, il luogo in questione era nel demo di Mirrina. 

### Fonti
- Pausania libro I, 31,3

### Moderna
- Luisa Biondetti, Dizionario di mitologia classica, Milano, Baldini&Castoldi, 1997, ISBN 978-88-8089-300-4.
- Pierre Grimal, Enciclopedia della mitologia 2ª edizione, Brescia, Garzanti, 2005, ISBN 88-11-50482-1. Traduzione di Pier Antonio Borgheggiani